# Quần đảo Bangka Belitung
Quần đảo Bangka-Belitung (tiếng Indonesia: Kepulauan Bangka Belitung) là một tỉnh của Indonesia, trước đây là một phần của tỉnh Nam Sumatera. Nằm ngoài khơi bờ biển đông nam Sumatra, tỉnh này gồm hai đảo chính, Bangka và Belitung, cùng nhiều đảo nhỏ hơn. Eo biển Bangka chia tách Sumatra và Bangka, eo biển Gaspar phân tách Bangka và Belitung. Tỉnh này giáp biển Natuna về phía bắc, biển Java về phía nam, và eo biển Karimata về phía đông. Tỉnh lỵ là Pangkal Pinang, trung tâm hành chính của tỉnh và nơi đặt trụ sở chính quyền tỉnh Bangka-Belitung. Những thành phố và thị trấn khác của Bangka-Belitung gồm Sungailiat, Tanjung Pandan và Manggar. Theo thống kê 2015, dân số của Quần đảo Bangka-Belitung là 1.372.813. Nơi đây có khí hậu xích đạo Rừng mưa nhiệt đới đang biến mất do phá rừng.